# Блумквист, Кристина
Кристина Блумквист (швед. Christina Blomqvist) — шведская ориентировщица, призёр чемпионатов мира по спортивному ориентированию в индивидуальной гонке и в эстафете.
Дважды, в 1985
и в 1991 годах, становилась чемпионкой мира в составе шведской эстафетной команды.
Также она является обладательнице бронзовой медали чемпионата мира 1985 года на индивидуальной дистанции
и серебряной медали на классической дистанции чемпионата мира 1991 года, который проходил в Чехии.